# Pallavi Joshi
Pallavi Joshi (nacida el 4 de abril de 1969) es una actriz, escritora y productora de cine india que trabaja principalmente en películas y televisión en hindi. En una carrera que abarca el cine y la televisión, Joshi ha recibido elogios como dos Premios Nacionales de Cine y una nominación para los Premios Filmfare.
Nacido en Mumbai de padres marathi que eran actores de teatro,[cita requerida] Joshi hizo su debut actoral a los cuatro años con un papel secundario en la película hindi Naag Mere Sathi (1973). Después de numerosas apariciones en películas como artista infantil, Joshi obtuvo reconocimiento y elogios cuando se aventuró en el movimiento de cine paralelo, con papeles en películas aclamadas por la crítica como; Bhujangayyana Dashavathara (1988), Rihaee (1988), Rukmavati Ki Haveli (1991) y Woh Chokri (1992), por la que ganó el Premio Nacional de Cine - Premio Especial del Jurado (largometraje). Joshi también apareció en varias películas comerciales, incluidas Insaaf Ki Awaaz (1986), Andha Yudh (1987), Mujrim (1989), Saudagar (1991), Panaah (1992). Por el primero de ellos, fue nominada al premio Filmfare a la mejor actriz de reparto. La carrera de Joshi se expandió aún más con su incursión en la televisión, obteniendo elogios y aclamación popular por programas de Doordarshan tan venerados como; Talaash (1992), Aarohan (1996-1997), Alpviram (1998), Justujoo (2002-2004). En los últimos años, Joshi ha colaborado principalmente con su marido, el director Vivek Agnihotri, sobre todo en las películas; The Tashkent Files (2019) y The Kashmir Files (2022), ambas coproducidas por ella y por la primera ganó el Premio Nacional de Cine a la Mejor Actriz de Reparto.

## Carrera profesional

### Películas, elogios de la crítica y elogios
Joshi comenzó a actuar en el escenario a una edad temprana. Actuó en películas como Badla y Aadmi Sadak Ka como artista infantil. Interpretó a una niña ciega que reforma a un notorio gángster en Dada (1979). En la década de 1980 y principios de la de 1990, actuó en películas artísticas como Rukmavati Ki Haveli, Suraj Ka Satvan Ghoda, Trishagni (1988), Vanchit, Bhujangayyana Dashavathara (1991) y Rihaee. También interpretó papeles secundarios como hermana o amiga de la heroína en películas comerciales de gran presupuesto, como Saudagar, Panaah, Tehelka y Mujrim. Fue nominada a 'Mejor actriz de reparto' en los premios Filmfare por su papel de niña discapacitada en Andha Yudh (1988). Había ganado un Premio Especial del Jurado en la 41.ª edición de los Premios Nacionales de Cine por Woh Chokri (1992). También apareció como Kasturba Gandhi en The Making of the Mahatma de Shyam Benegal (1995). Actuó con Madhavan en un thriller titulado Yeh Kahaan Aa Gaye Hum, que se detuvo abruptamente.
Joshi también ha trabajado en películas regionales. Ha interpretado al personaje central 'Shantha' en la película malayalam aclamada por la crítica Ilayum Mullum (1994), dirigida por KP Sasi y un papel fundamental en la película kannada Bhujangayyana Dashavathara (1991) representada y dirigida por Lokesh. También interpretó un papel principal en Rita, una película marathi dirigida por Renuka Shahane.

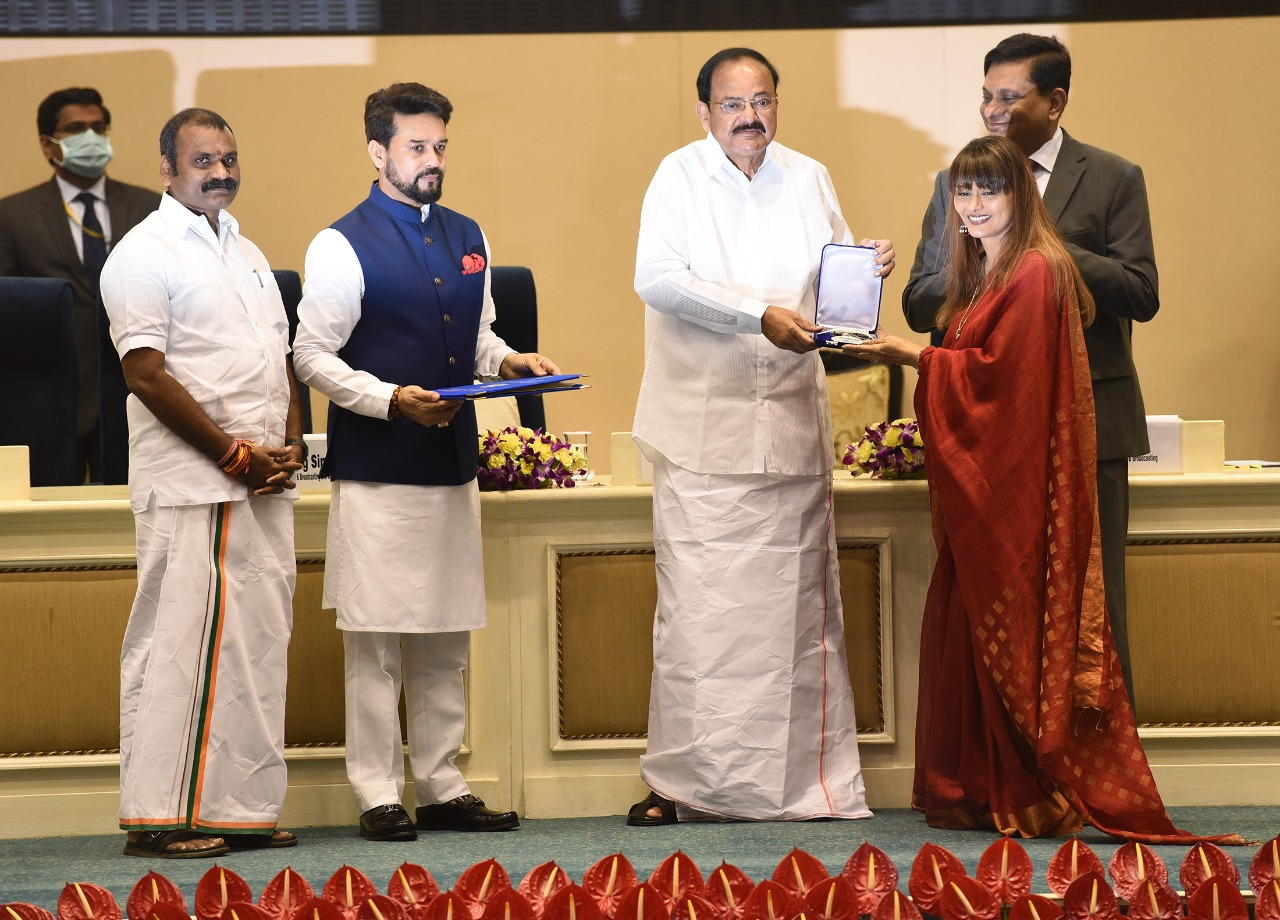
Joshi en la 67.a ceremonia de los Premios Nacionales de Cine en Nueva Delhi el 25 de octubre de 2021

También recibió el premio Excellence In Cinema Award en el 7th Global Film Festival, Noida. Ha ganado una Mejor Actriz de Reparto en los 67th National Film Awards por su actuación en The Tashkent Files (2019). En 2022, apareció en la dirección de Vivek Agnihotri The Kashmir Files en la que interpretó el personaje de la profesora Radhika Menon. Joshi fue nominada como miembro de la sociedad del Instituto de Cine y Televisión de la India, pero se negó a asumir el cargo en vista de la protesta de los estudiantes contra el nombramiento del actor y miembro del BJP Gajendra Chauhan como jefe del consejo de gobierno del instituto.

### Televisión, alojamiento y otros trabajos
Joshi presentó un reality show de canto televisado Sa Re Ga Ma Pa Marathi L'il Champs en Zee Marathi. También apareció como presentadora de Zee Antakshari y Zee Sa Re Ga Ma Pa Marathi L'il Champs. También hizo algunos episodios de Rishtey, emitidos en Zee TV durante 1999 y 2001. Sus apariciones en televisión incluyen al Sr. Yogi, Bharat Ek Khoj, Justujoo, Alpviram, Mriganayani, Talash e Imtihaan y su serial Doordarshan más famoso ha sido Aarohan, un serial juvenil basado en la marina. Justujoo fue una serie semanal en Zee TV en 2002, que también protagonizó Harsh Chhaya y Arpita Pandey. Joshi también es productor de seriales en marathi y ha producido seriales que incluyen Asambhav y Anubandh en Zee Marathi.

## Vida personal
Joshi nació el 4 de abril de 1969. Se casó con el cineasta indio Vivek Agnihotri en 1997 y tiene dos hijos. Es hermana del niño actor Master Alankar (Joshi).[cita requerida]

## Filmografía
- 1973 Naag Mere Sathi
- 1976 Badla (maratí)
- 1976 Khamma Mara Veera (Gujarati)
- 1976 Rakshabandhan
- 1977 Aadmi Sadak Ka como Pinki (Artistas infantiles)
- 1977 Daku Aur Mahatma
- 1977 Dream Girl como Pallavi (artista infantil)
- 1977 Ankh Ka Tara
- 1977 Chor Ki Dadhi Tinka principal
- 1977 Dost Asaava Tar Asa (maratí)
- 1977 Maa Dikri (Gujarati)
- 1978 Chota Baap
- 1978 Madi Na Jaaya (Gujarati)
- 1979 Dada como Munni (Artista infantil)
- Paraj de 1979
- 1980 Allakh Na Otle (Gujarati)
- 1980 mohabbat
- 1981 Khoon Ki Takkar (Artista infantil)
- 1984 Hum Bachhey Hindustan Ke (Artista infantil)
- 1985 Susman como Chinna
- 1985 Dikri Chhali sasariye (Gujarati)
- 1985 Vanchit
- 1986 Amrit como Sunita Saxena/Srivastav
- 1986 Insaaf Ki Awaaz
- 1987 Andha Yudh como Saroj
- 1987 Theertham como Sreedevi
- 1988 Agente 777
- 1988 Subah Hone Tak
- 1988 Andha Yudh
- 1988 Rihaee (aparición especial)
- 1988 Trishagni como Iti
- 1989 Gurú Dakshina
- 1989 Daata como Shanti
- 1989 Mr. Yogi (serie de televisión) como novia
- 1989 Mujrim como Sunanda Bose
- 1990 Vanchit
- 1990 Kroadh como Salma A. Khan
- 1991 Mrignayanee (serie de televisión)
- 1991 BhujangayyanaDashavathara | Canadá
- 1991 Jhoothi Shaan como Kaveri
- 1991 Rukmavati Ki Haveli
- 1991 Saudagar como Amla
- 1992 manga
- 1992 Priya
- 1992 Panaah como Mamta
- 1992 Tahalka como Julie
- 1992 Talaash (programa de televisión)
- 1993 Jeevan Mrityu Título de Zee Horror Show
- 1993 Meri Pyari Nimmo
- 1993 Suraj Ka Satvan Ghoda como Lily
- 1994 Ilayum Mullum como Santha - Malayalam
- 1994 Insaniyat como Munni
- 1994 Woh Chokri (película para televisión) como Afsara / Dulari / Tunni
- 1995 Imtihaan (programa de televisión)
- 1996 Aarohan (El ascenso) (serie de televisión)
- 1996 La creación del Mahatma como Kasturba Gandhi
- 1996 Yeh Kahan Aa Gaye Hum (Serie de TV)
- 1998 Alpviram como Amrita
- 1999 Chocolate (película de televisión)
- 2002 Justajoo (serie de televisión)
- 2004 Kkehna Hai Kuch Mujhko (serie de televisión)
- 2009 Rita como Rita
- 2013 Prem Mhanje Prem Mhanje Prem Asta
- 2015-16 Meri Awaaz Hi Pehchaan Hai (serie de televisión) como Devika Gaikwad "Aai", madre de Kalyani y Ketaki
- 2016 Buda en un atasco de tráfico como Sheetal Batki
- 2017 Grahan como Rama
- 2017 Peshwa Bajirao como Tarabai
- 2019 Los archivos de Tashkent como Aiysha Ali Shah
- 2022 Los archivos de Cachemira como la profesora Radhika Menon